# Mehmed IV
Mehmed IV, Mehmet o Mohamed —apodado con los sobrenombres turcos de Dördüncü, «cuarto», y Avcı, «cazador»— (2 de enero de 1642-6 de enero de 1693) rigió como sultán del Imperio otomano desde 1648 hasta 1687. Era el hijo de Ibrahim I y de Turhan Hatice, que por esta causa se convertiría en Valide sultan. Fue sucedido por Suleiman II.
Subió al trono a los seis años, después de que su padre fuera derrocado en un golpe de Estado. Mehmed se convirtió en el segundo sultán que más tiempo reinó en la historia otomana después de Solimán el Magnífico.  Aunque los años iniciales y finales de su reinado se caracterizaron por la derrota militar y la inestabilidad política, durante sus años intermedios supervisó el renacimiento de las fortunas del imperio asociadas con la era de la familia Köprülü. Mehmed IV era conocido por sus contemporáneos como un gobernante particularmente piadoso, y se le llamaba gazi, o "guerrero santo" por su papel en las numerosas conquistas llevadas a cabo durante su largo reinado.
Durante su período se llevaron a cabo muchas actividades en el campo de la arquitectura. Se completó la Mezquita Nueva y su Complejo, cuya construcción no pudo completarse en 60 años. Entre 1658 y 1680 se repararon las fortalezas de Rumelia y Anatolia. Se construyeron el Bazar de las Especias, Hünkar Kasrı, el Complejo Köprülü, la Mezquita Safranbolu Köprülü Mehmed Pasha, el Complejo Vezirköprü Fazıl Ahmed Pasha, la Mezquita de Kara Mustafa Pasa y el Caravanserai.
Bajo el reinado de Mehmed IV, el imperio alcanzó el apogeo de su expansión territorial en Europa. Desde joven desarrolló un gran interés por la caza, por lo que se le conoce como avcı (traducido como "el cazador"). En 1687, Mehmed fue derrocado por los soldados desencantados por el transcurso de la Guerra de la Liga Santa. Posteriormente se retiró a Edirne, donde residió y murió de causas naturales en 1693.

## Biografía
Mehmed nació en el palacio de Topkapı, Constantinopla, en 1642, y era hijo de Ibrahim I (r. 1640-48) y de Turhan Hatice Sultan, sultana, y nieto de Kösem Sultan, de origen griego.
Muy poco tiempo después de su nacimiento, su padre y madre tuvieron una riña violenta, e Ibrahim se enfureció tanto que arrancó a Mehmed de los brazos de su madre y arrojó al niño a un pozo. Por suerte para él, Mehmed fue rápidamente rescatado, sin sufrir daño alguno. Sin embargo, esto dejó a Mehmed con una cicatriz de por vida en la cabeza.

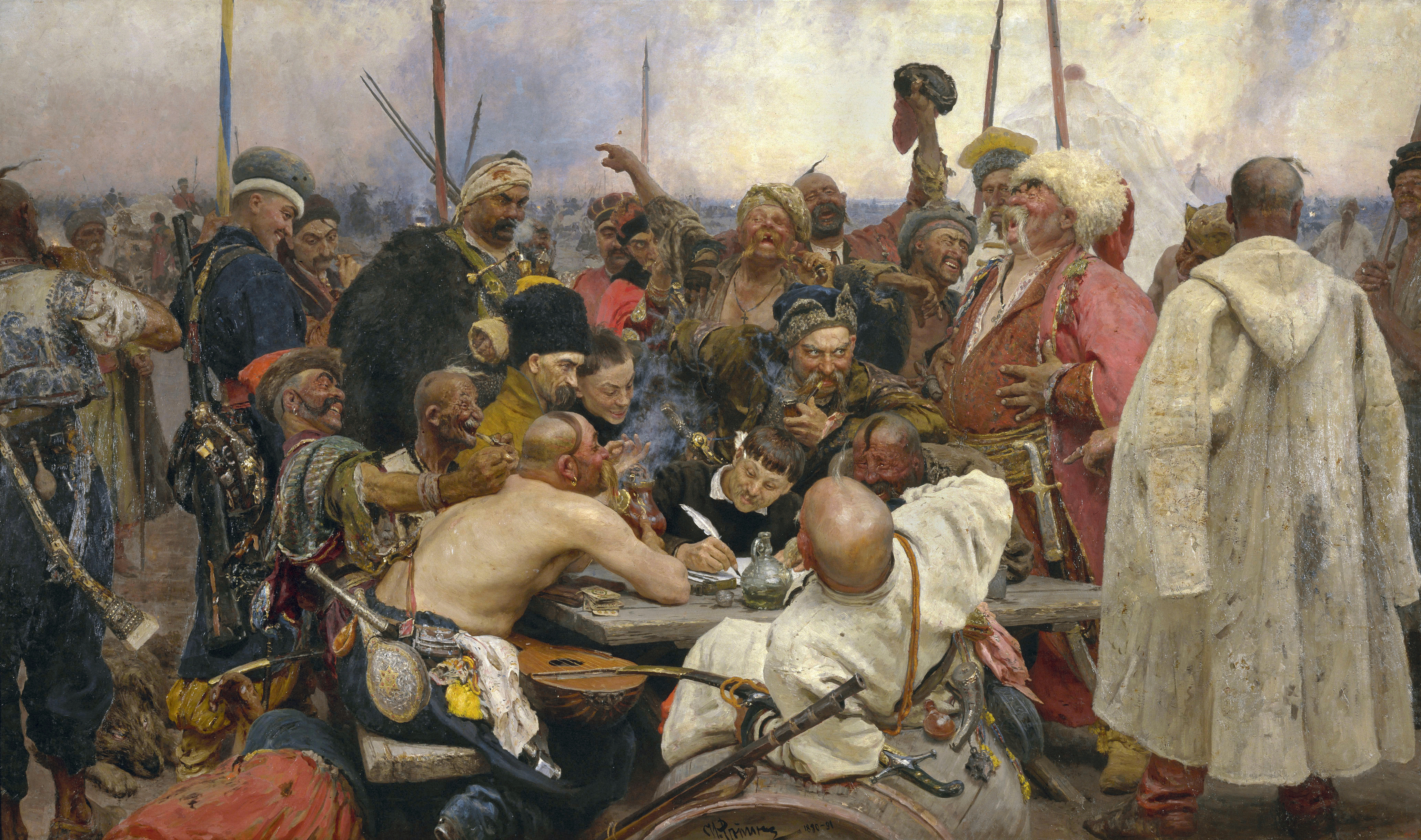
Cosacos zapórogos escribiendo una carta al Sultán. Óleo sobre tela obra de Iliá Repin (1880-91)

### Acceso al trono
Mehmed ascendió al trono en 1648 a la edad de seis años, Durante una época muy volátil para la dinastía otomana. El 21 de octubre de 1649, Mehmed junto con sus hermanos Suleiman y Ahmed fueron circuncidados.
Se sospechaba que Kösem Sultan, abuela y regente de Mehmed, apoyaba a los rebeldes y conspiraba para envenenar al sultán y sustituirlo por su hermanastro menor, Suleimán. Como resultado, Mehmed accedió a firmar la sentencia de muerte de su abuela en septiembre de 1651.
El imperio se enfrentó a intrigas palaciegas, así como a revueltas en Anatolia, a la derrota de la armada otomana a manos de los venecianos fuera de los Dardanelos y a la escasez de alimentos que provocó disturbios en Constantinopla. En estas circunstancias, la madre de Mehmed concedió a Köprülü Mehmed Pasha plenos poderes ejecutivos como Gran Visir. Köprülü asumió el cargo el 14 de septiembre de 1656. Mehmed IV presidió la era Köprülü, un periodo excepcionalmente estable de la historia otomana. Mehmed es conocido como Avcı, «el Cazador», ya que este ejercicio al aire libre y las prácticas cinegéticas ocupaban la mayor parte de su tiempo.
El Imperio Otomano obtuvo algunos éxitos bajo el gobierno de los grandes visires de la Familia Köprülü: en 1669, una victoria final contra la República de Venecia puso fin a la Guerra de Candía; en 1672, los otomanos arrebataron el Eyalato de Podolia, una región rusa, a Polonia-Lituania.

### Incendio de 1660
El incendio del 4 y 5 de julio de 1660 fue la peor conflagración que Constantinopla había vivido hasta esa fecha. Comenzó en Eminönü y se extendió a la mayor parte de la península histórica, quemando gran parte de la ciudad. Incluso ardieron los minaretes de la mezquita de Solimán I. La conflagración redujo a cenizas dos tercios de Estambul y mató a cuarenta mil personas. Miles de personas murieron en la hambruna y la peste que siguieron al incendio. Tras el incendio, la dinastía expulsó a los judíos de una amplia franja de Estambul, confiscó sus sinagogas y casas para que en su lugar se construyeran la Yeni Cami (Mezquita Nueva) y el Bazar de las Especias (Mercado Egipcio).

### Gran Guerra Turca

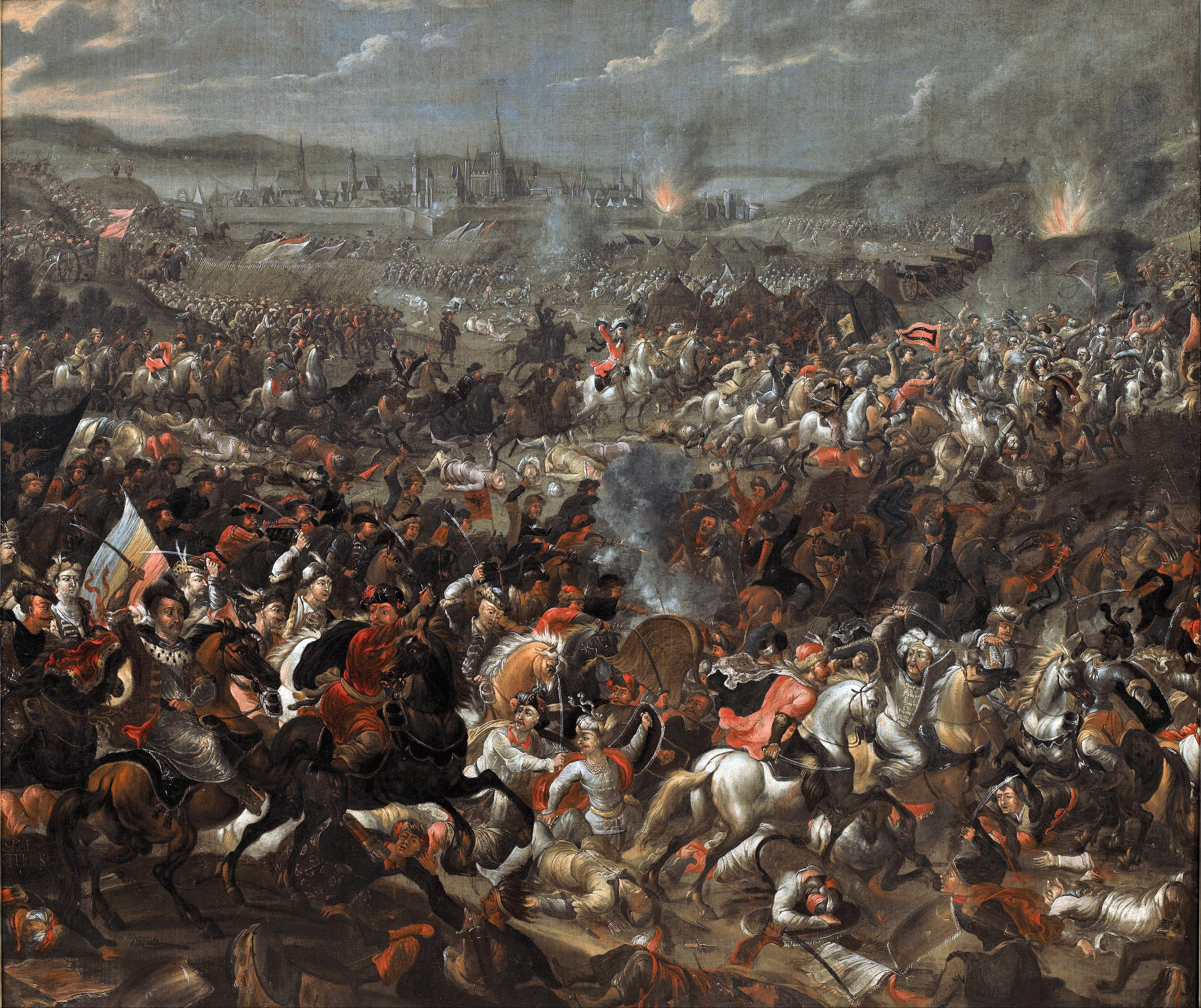
Pintura que representa la Batalla de Viena de 1683 por Gonzales Franciscus Casteels.

El 12 de septiembre de 1683, los austriacos y sus aliados polaco-lituanos bajo el mando del rey Juan III Sobieski ganaron la Batalla de Viena con un devastador ataque por el flanco dirigido por la caballería polaca de Sobieski. Los turcos se retiraron a Hungría; sin embargo, esto fue sólo el comienzo de la Gran Guerra Turca, ya que los ejércitos de la Liga Santa comenzaron su exitosa campaña para hacer retroceder a los otomanos a los Balcanes.
La Gran Guerra Turca de 1683-1699 contra el Sacro Imperio Germánico estalló en 1683. Polonia-Lituania, Venecia y más tarde Rusia se unieron a los Habsburgo. El fracaso del segundo sitio de Viena (1683) tras la derrota del ejército otomano frente al austro-polaco en septiembre de 1683 en la Batalla de Kahlenberg, fue seguido de nuevos reveses, como la Batalla de Mohács (1687), que provocó disturbios en el ejército y el gobierno, culminando con la ejecución del gran visir Sari Süleyman Pachá en octubre y, en noviembre, la deposición del sultán, que fue sucedido por su hermano Suleiman II.

### Vida posterior y muerte

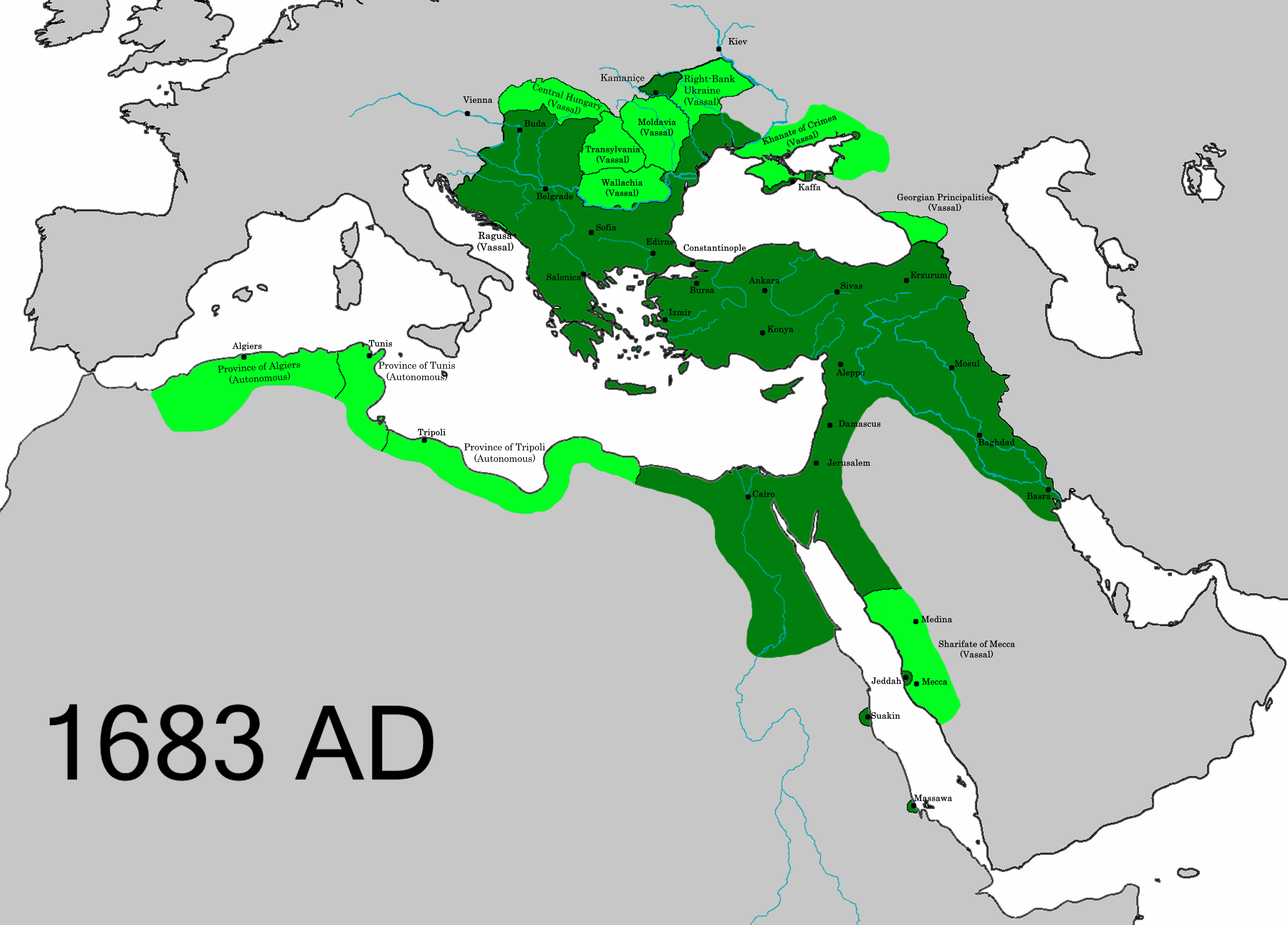
El Imperio Otomano bajo Mehmed IV. Las zonas en color verde claro son estados vasallos.

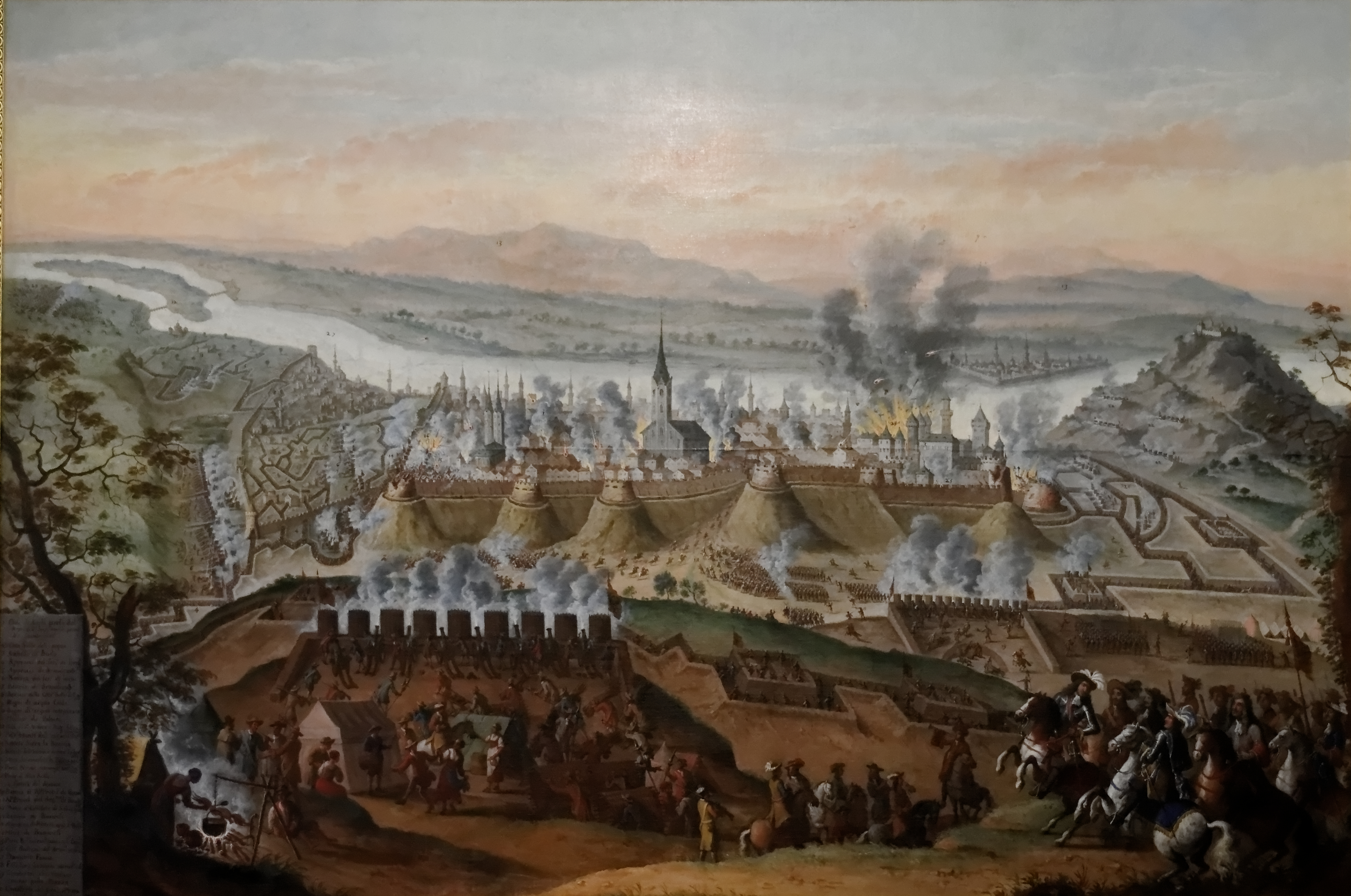
El asedio de las fuerzas cristianas unidas en Buda, 1686, Óleo sobre tela obra de Frans Geffels.

En mayo de 1675, los hijos de Mehmed IV Mustafá II y Ahmed III fueron circuncidados y su hija Hatice Sultan contrajo matrimonio. El imperio lo celebró con el famoso Festival de Edirne para conmemorar la ocasión. Silahdar Findikli Mehmed Aga describió a Mehmed como un hombre de mediana estatura, fornido, de piel blanca, rostro quemado por el sol, con barba rala, inclinado hacia delante de cintura para arriba porque montaba mucho a caballo. 
En 1680 fue testigo de la única lapidación hasta la muerte conocida de una mujer condenada por adulterio en la Estambul otomana. La mujer fue lapidada en el Hipódromo de Estambul tras ser sorprendida a solas con un judío, violando así la ley otomana que prohibía las relaciones sexuales entre hombres cristianos o judíos y mujeres musulmanas. Mehmed IV presenció la doble ejecución: ofreció al hombre la conversión al islam para evitar ser lapidado (en su lugar fue  decapitado).
Tras la Segunda batalla de Mohács de 1687, el Imperio otomano entró en una profunda crisis. Se produjo un motín entre las tropas otomanas. El comandante y Gran Visir, Sarı Süleyman Pasha, tuvo miedo de ser asesinado por sus propias tropas y huyó de su mando, primero a Belgrado y luego a Estambul. Cuando las noticias de la derrota y el motín llegaron a Estambul a principios de septiembre, Abaza Siyavuş Pasha fue nombrado comandante y poco después Gran Visir. Sin embargo, antes de que pudiera asumir su mando, todo el ejército otomano se había desintegrado y las tropas domésticas otomanas (jenízaros y sipahis) comenzaron a regresar a su base en Estambul bajo sus propios oficiales de rango inferior. Sarı Suleiman Pasha fue ejecutado, y el sultán Mehmed IV nombró al comandante de los Estrechos de Estambul, Köprülü Fazıl Mustafa Pasha, como regente del Gran Visir en Estambul. Fazıl Mustafá realizó consultas con los líderes del ejército que existía y los demás principales estadistas otomanos.
Tras ellas, el 8 de noviembre de 1687 se decidió deponer al sultán Mehmed IV y entronizar a su hermano Suleimán II como nuevo sultán. Mehmed fue depuesto por las fuerzas combinadas de jenízaros y Sekbans al mando de Osman Pasha. Mehmed fue encarcelado en el palacio de Topkapı. Sin embargo, se le permitió salir del palacio de vez en cuando, ya que murió en el Palacio de Edirne en 1693 por causas naturales. Fue enterrado en Tumba de Turhan Sultan, cerca de la mezquita de su madre en Constantinopla. En 1691, un par de años antes de su muerte, se descubrió un complot en el que los altos clérigos del imperio planeaban reinstaurar a Mehmed en el trono ante la mala salud y la inminente muerte de su sucesor, Suleimán II.
La chica del harén favorita de Mehmed era Gülnuş Sultan, una esclava y más tarde su esposa. Fue hecha prisionera en Rethymno (Resmo turco), en la isla de Creta. Sus dos hijos, Mustafá II y Ahmed III, se convirtieron en sultanes otomanos durante 1695-1703 y 1703-1730, respectivamente.

## Sultanato

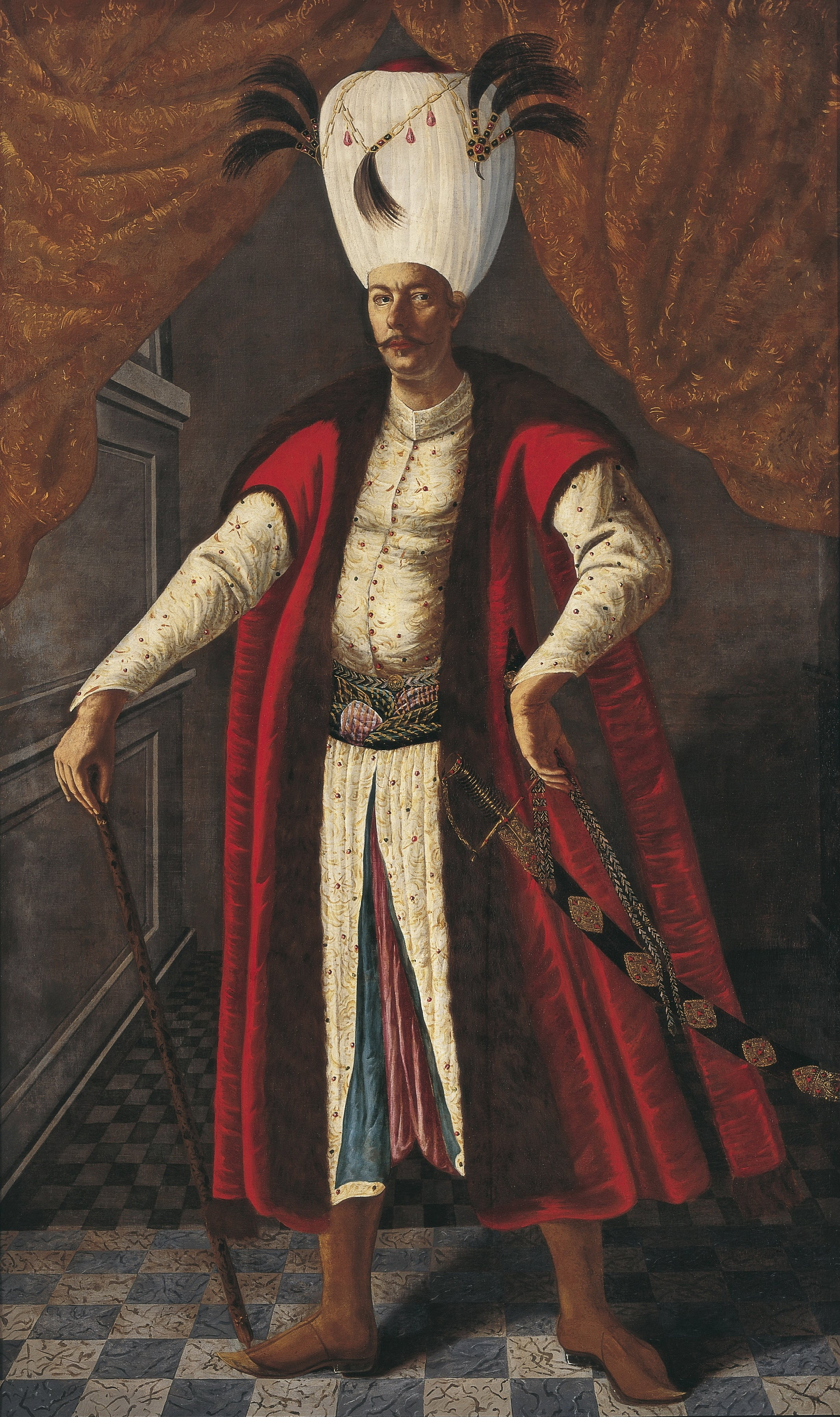
Retrato del sultán Mehmed IV en 1682, óleo sobre tela de autor desconocido.

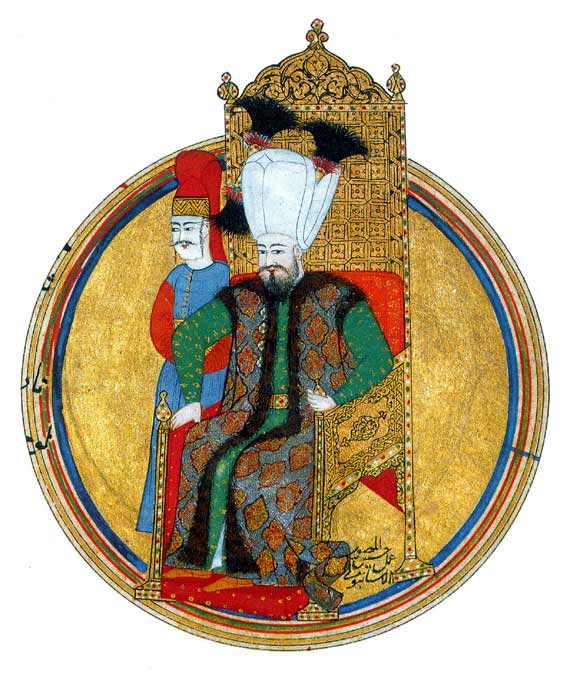
Retrato de Mehmed IV en una miniatura otomana de un libro de Constantinopla. Biblioteca Nacional de Austria, Viena (Inv. Cod. A.F. 50)

Su sultanato es significativo debido a un breve florecimiento del poder otomano, dirigido en mayor medida por el firme e inflexible Gran Visir, Mehmed Köprülü. Köprülü recobró las islas Egeas, que estaban en manos de Venecia, y combatió en triunfantes campañas militares frente a Transilvania (1664) y Polonia (1670-1674). En cierto momento, los dominios otomanos estuvieron muy cerca de alcanzar una ampliación hacia Podolia y Ucrania.

El nuevo visir Kara Mustafa Paşa fue menos capaz. Apoyando la insurrección húngara de Imre Thököly (1683) contra el dominio austriaco, Kara Mustafá Paşá marchó con un poderoso ejército a través de Hungría y sitió Viena en la Batalla de Viena. En las elevaciones de Kahlenberg, los otomanos fueron derrotados de manera aplastante por el Ejército Imperial Austríaco (bajo el mando de Carlos V, duque de Lorena) y los polacos con ánimo de venganza, dirigidos por su rey, Juan III Sobieski. Kara Mustafa Paşa fue estrangulado en Belgrado por orden de Mehmed IV y su cabeza fue colocada en una columna en el exterior del antiguo palacio imperial en Edirne, aunque esto no fue suficiente para salvar el trono del Sultán, que fue depuesto y encarcelado en Edirne, cerca de sus cotos de caza favoritos, pasando allí el resto de su vida junto a dos concubinas.

## Aspectos políticos
Fue una excepción entre los sultanes otomanos en su trato con cristianos y judíos, a quienes convirtió por la fuerza para “honrarlos con la gloria del Islam”. También prohibió el uso del café, del vino y del tabaco

## Consortes

### Como Haseki
- Emetullah Rabia Gülnuş Sultan (consorte principal); desde 1664, también conocida como Gülnûş Sultan, originalmente llamada Eugenia Voria, fue consorte principal de Mehmed IV. Igualmente fue la última favorita en llevar el título de Haseki  como gran consorte imperial, más no fue la última en llevar el título como tal.
- Afife Kadın.
- Rabia Kadın.
- Kaniya Kadın.
- Siyavus Kadın.

### Favoritas
- Gul-Beyaz Iqbal.
- Rukiya Bash-odalik.
- Jihan-Shah Khanum.
- Durriya Gozde.
- Navruz Gozde.

## Descendencia

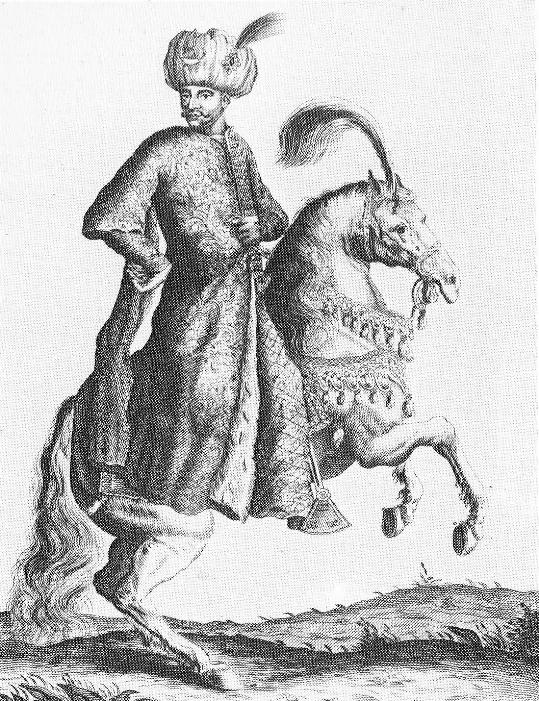
Grabado representando a Mehmed IV. Historisches Museum der Stadt. Viena.

### Hijos
- Şehzade Selim (1659-1679) - hijo con Siyavus Haseki
- Şehzade Mahmud (1660- murió joven)
- Mustafa II (6 de febrero de 1664 – 29/30 de diciembre de 1703) - hijo con Gülnuş Sultan.
- Ahmed III (30/31 de diciembre de 1673 – 1 de julio de 1736) - hijo con Gülnuş Sultan.
- Şehzade Ibrahim (1675-1676)- hijo con Rabia Haseki
- Şehzade Bayazid (31 de diciembre de 1678 – enero de 1679)- hijo con Afife Haseki
- Şehzade Suleiman (13 de febrero de 1681 – murió joven)- hijo con Kaniya Haseki

### Hijas
- Gevherhan Sultan
- Hatice Sultan (1662-1743), hija con Gülnuş Sultan. MKhadija estuvo casada por primera vez con H.E. Damad Mustafa Pasha el 9 de julio de 1675 y su segundo matrimonio celebrado en 1690 fue con H.H. Damad Murali Enista Hasan Pasha, Grand Vizier.
- Ummi Sultan (1668-1670)- hija con Gülnuş Sultan.
- Emetullah Sultan (1670-1722), su primer matrimonio fue con H.H. Damad Kara Mustafa Pasha Maktul, Grand Vizier el 9 de julio de 1675, su segundo matrimonio fue con H.E. Damad Xerxes Kucuk Osman Pasha, 5th Vizier 1698, 4th Vizier celebrado el 13 de enero de 1694
- Fatma Sultan (1680-1700), hija con Gülnuş Sultan. Se casó por primera vez con H.E. Damad Xerxes Ibrahim Pasha Tirnakji el 20 de enero de 1696 y su segundo matrimonio fue con Damad Topal Yusuf Pasha, Vizir en 1697 y posteriormente con Amir-i-Haj at Damascus en 1794.
- Una hija casada en 1687 con Damad Kasim Mustafa Pasha.
- Una hija con Gul-Beyaz.

| Predecesor: Ibrahim I | Sultán del Imperio otomano 1648-1687 | Sucesor: Suleiman II |

### En turco
- Sakaoğlu, Necdet (2015). Bu Mülkün Sultanları. Alfa Yayıncılık. ISBN 978-6-051-71080-8.
- Sakaoğlu, Necdet (2008). Bu mülkün kadın sultanları: Vâlide sultanlar, hâtunlar, hasekiler, kadınefendiler, sultanefendiler. Oğlak Yayıncılık.
- Uluçay, Mustafa Çağatay (2011). Padişahların kadınları ve kızları. Ankara, Ötüken.

## Información adicional

### En inglés
- Heather J. Sharkey (Hrsg.): A History of Muslims Christians and Jews in the Modern Middle East. Cambridge University Press, 2017, ISBN 978-1-139-02845-5.(en inglés)

### En francés
- Gabriel Effendi Noradounghian: Recueil d’actes internationaux de l’Empire Ottoman 1300–1789. Tome I. Paris/Neufchâtel 1897. Reprint: Kraus, Nendeln 1978, ISBN 3-262-00527-4.(en francés)

### En alemán
- Historisches Museum der Stadt Wien, Robert Waissenberger (Herausgeber): Die Türken vor Wien. Europa und die Entscheidung an der Donau. Residenz Verlag, Salzburg/Wien 1982, ISBN 3-7017-0312-4.(en alemán)
- Ferenc Majoros, Bernd Rill: Das Osmanische Reich 1300–1922. Die Geschichte einer Großmacht. Marix, Wiesbaden 2004, ISBN 3-937715-25-8.(en alemán)
- Josef Matuz: Das osmanische Reich. Grundlinien seiner Geschichte. 4. Auflage. Wissenschaftliche Buchgesellschaft, Darmstadt 2006, ISBN 3-534-20020-9.(en alemán)
- Nicolae Iorga: Geschichte des Osmanischen Reiches. Nach den Quellen dargestellt. 5 Bände, Verlag Perthes, Gotha 1908–1913, Nachdruck Frankfurt/Main 1990.(en alemán)

- Datos: Q170514
- Multimedia: Mehmed IV / Q170514